# 錫里亞克斯韋馬爾巴赫河
50°46′26″N 8°42′37″E / 50.773972°N 8.710340°E
錫里亞克斯韋馬爾巴赫河（德語：Cyriaxweimarer Bach），是德國的河流，位於該國中部，由黑森州負責管轄，屬於阿爾納河的左支流，河道全長3公里，流域面積3.6平方公里。